# Isogomphodon
Genre
Isogomphodon est un genre de requins de la famille des Carcharhinidae.

## Liste des espèces
- Isogomphodon oxyrhynchus Müller et Henle, 1839

Il existe aussi une espèce éteinte : †Isogomphodon acuarius

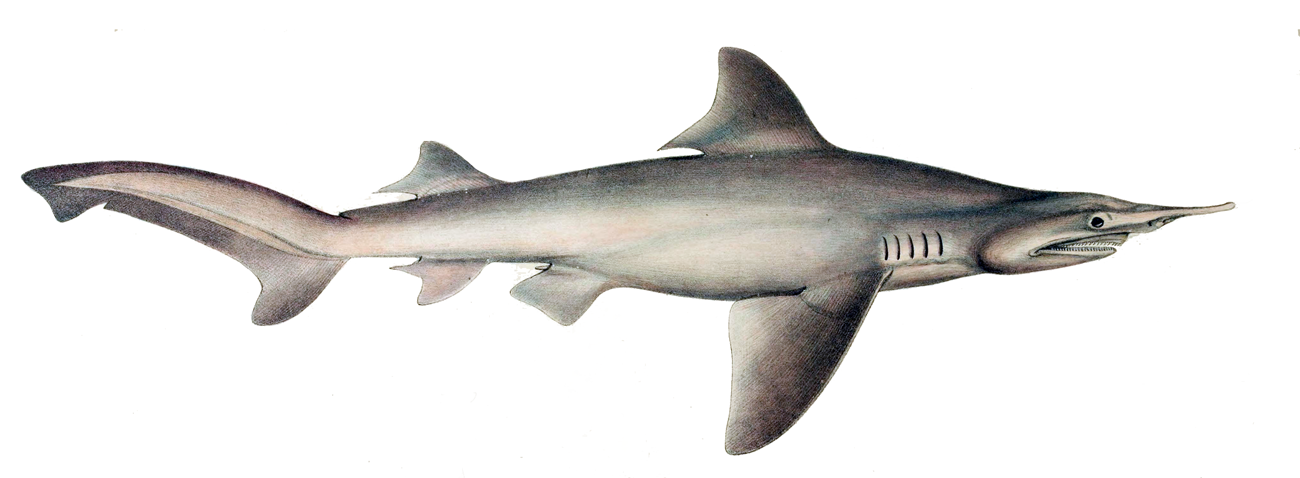
Illustration accompagnant la description originale d'Isogomphodon oxyrhynchus, par Müller et Henle